# 미드나이트 커맨더
GNU 미드나이트 커맨더(GNU Midnight Commander 또는 mc)는 자유 크로스 플랫폼 파일 관리자이다. 미겔 데 이카사가 1994년에 당시 대중적이었던 노턴 커맨더의 클론으로서 시작했다.
GNU 미드나이트 커맨더는 GNU 프로젝트의 일부이며 GNU 일반 공중 사용 허가서로 배포된다.

## 같이 보기
- 노턴 커맨더